# Alcohol p-cumarílico
El alcohol p-cumarílico, también llamado alcohol cumarílico, o alcohol 4-cumalírico, con fórmula química C9H10O2,  es una de las unidades básicas de la lignina y componente de la pared celular. Su estructura es un alcohol alílico unido a un fenol.